# Thilouze
Thilouze település Franciaországban, Indre-et-Loire megyében. Lakosainak száma 1798 fő (2022. január 1.). Thilouze Artannes-sur-Indre, Monts, Neuil, Pont-de-Ruan, Saché, Saint-Épain, Sorigny és Villeperdue községekkel határos.

## Népesség
A település népessége az elmúlt években az alábbi módon változott:
| Lakosok száma | 691  | 817  | 1049 | 1400 | 1635 | 1661 | 1721 | 1769 | 1786 | 1798 |
|               | 1968 | 1982 | 1990 | 2006 | 2013 | 2015 | 2017 | 2019 | 2020 | 2022 |